# Пехтери
Пехтери — деревня в Ершичском районе Смоленской области России. Входит в состав Сеннянского сельского поселения. Население — 16 жителей (2007 год). 
Расположена в южной части области в 20 км к юго-западу от Ершичей, в 27 км юго-восточнее автодороги А101 Москва — Варшава («Старая Польская» или «Варшавка»), на берегу реки Московка. В 22 км северо-западнее деревни расположена железнодорожная станция Осва на линии Рославль — Кричев. 

## История
В годы Великой Отечественной войны деревня была оккупирована гитлеровскими войсками в августе 1941 года, освобождена в сентябре 1943 года.